# Motor en X

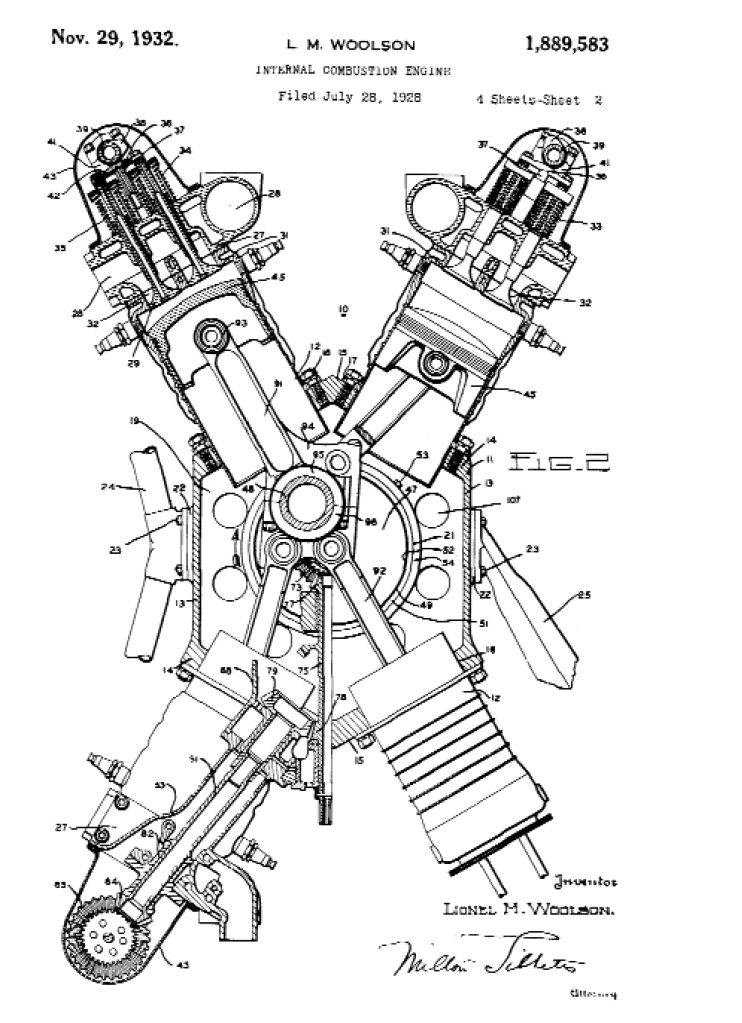

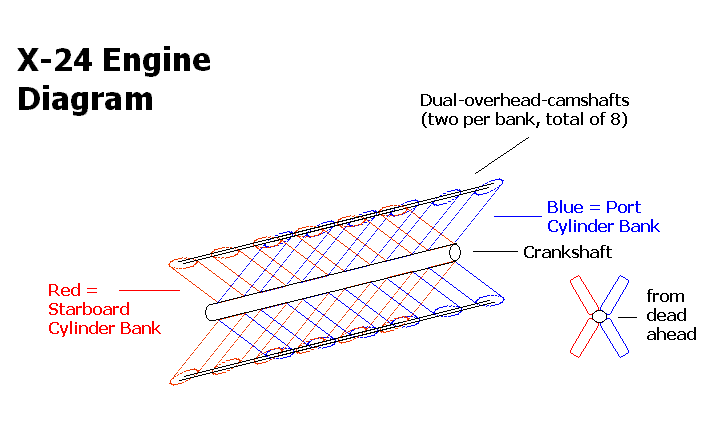
Diagrama simplificado de un motor X24.

Un motor en X es un motor de pistones que comprende dos bloques de motores en V opuestos uno al otro. Por lo tanto, los cilindros se ubican en cuatro bancos, comandando un cigüeñal común a todos. Visto de frente, tiene la apariencia de una X. A menudo, los motores X derivan de unir motores existentes.
Esta configuración es totalmente fuera de lo común, en principio porque es más pesado y complejo que un motor radial. Sin embargo, es más compacto (en cuanto al número de cilindros) que un motor en V.
Muchos de los ejemplares de motores en X son de la época de la Segunda Guerra Mundial, y fueron diseñados para aviones militares grandes. La mayoría de estos son motores X24 basados en motores V12 existentes. Los siguientes son ejemplos de estos motores:
- Ford, trabajó sobre un prototipo X-8 durante los años '20, que finalmente condujo al desarrollo de su Ford Flathead V-8.[1][2]
- Daimler-Benz DB 604, desarrollado para el programa Bombardero B de la Luftwaffe. Desarrollo suspendido en 1942.
- Isotta-Fraschini Zeta R.C. 24/60, desarrollado para el caza Caproni F6, pero nunca fue totalmente completado hasta la rendición italiana en 1943.
- Rolls Royce Vulture, basado en dos Peregrines, fue el motor del nefasto bombardero Avro Manchester y el caza Hawker Tornado.
- Napier Cub, un motor enfriado por líquido X-16 de los años '20, el cual equipó el prototipo del bombardero torpedero Blackburn Cubaroo.
- Honda ha dicho que experimentó con una configuración X-32 en los '60 para su equipo de Fórmula 1, pero el proyecto fue abandonado por ser muy complejo y poco fiable.